# موش قطبی شمالگان
موش قطبی شمالگان (نام علمی: Dicrostonyx torquatus) گونه‌ای از جوندگان از تیرهٔ همسترهای دم‌کوتاه (Cricetidae) است.
اگرچه به‌طور کلی به عنوان یک گونه «کمترین نگرانی» طبقه‌بندی می‌شود، زیرگونه نوایا زملیا (Dicrostonyx torquatus ungulatus) یک گونه آسیب‌پذیر تحت قوانین حفاظت از طبیعت روسیه (از سال ۱۹۹۸ در کتاب سرخ فدراسیون روسیه گنجانده شده است) در نظر گرفته می‌شود.